# Шакунтала
Шаку́нтала (санскр. शकुन्तला, IAST: Śakuntalā, «птичка») — персонаж индуистской мифологии, жена Душьянты и мать императора Бхараты. Её история описывается в древнеиндийском эпосе «Махабхарата» и в драме Калидасы «Абхиджняна-Шакунтала». Эта драма была первым индийским литературным произведением, переведенным на европейский (английский) язык, и привлекла всеобщее внимание и восхищение читающей публики, в том числе таких людей, как Гёте и Вильгельм Гумбольдт. Николай Карамзин, переведший несколько сцен драмы (с немецкого перевода Форстера, сделанного с английского перевода У. Джонса), писал («Московский журнал», 1792 год, часть VI): «Почти на каждой странице… находил я высочайшие красоты… Калидас для меня столь же велик, как и Гомер», и выражал надежду, «что сии благовонные цветы азиатской литературы будут приятны для многих читателей, имеющих тонкий вкус».
В честь Шакунталы назван астероид (1166) Шакунтала, открытый 27 июня 1930 года советским астрономом 'Прасковьей Пархоменко в Симеизской обсерватории.